# Liste des dringend erhaltungsbedürftigen immateriellen Kulturerbes
Die Liste des dringend erhaltungsbedürftigen immateriellen Kulturerbes (List of Intangible Cultural Heritage in Need of Urgent Safeguarding, englisch)  ist eine von drei internationalen Listen, die die UNESCO im Rahmen des Übereinkommens zur Erhaltung des Immateriellen Kulturerbes seit 2008 erstellt. Auf die Liste werden immaterielle Kulturgüter aufgenommen, die besonders gefährdet sind. Das Fortbestehen eines Kulturerbes kann beispielsweise gefährdet sein, da es nur eine geringe Anzahl an Trägern gibt.
Der Zwischenstaatliche Ausschuss für die Erhaltung des Immateriellen Kulturerbes entscheidet in seiner jährlichen Tagung über die Aufnahme von kulturellen Ausdrucksformen in die Liste dringend erhaltungsbedürftigen immateriellen Kulturerbes. Voraussetzung für die Aufnahme eines Elements ist, dass zuvor bereits Bemühungen der betroffenen Gemeinschaft oder Gruppe unternommen wurden, das Kulturerbe zu erhalten. Die Maßnahmen zum Erhalt der Elemente auf der Liste des dringend erhaltungsbedürftigen immateriellen Kulturerbes werden durch einen internationalen Fonds der UNESCO finanziell unterstützt. Der Fonds wird aus Pflichtbeiträgen der UNESCO-Mitgliedstaaten, des Entwicklungsprogramms der Vereinten Nationen und aus Spenden finanziert. Der Zwischenstaatliche Ausschuss für die Erhaltung des immateriellen Kulturerbes entscheidet über die Vergabe der Mittel.

## Eintragungen in der Liste des dringend erhaltungsbedürftigen immateriellen Kulturerbes
Auf der Liste des dringend erhaltungsbedürftigen immateriellen Kulturerbes stehen 81 kulturelle Ausdrucksformen aus 44 Ländern. (Stand Dezember 2024)
(Die Jahreszahl gibt das jeweilige Aufnahmejahr an.)

## A

### AlbanienAlbanien
- 2022 – Fertigkeiten, Handwerkskunst und Gebrauchsformen rund um die Xhubleta

### AgyptenÄgypten
- 2018 – Al-Aragoz, alte Form des ägyptischen Theaters mit traditionellem Handpuppenspiel
- 2020 – Handweberei in Oberägypten (Sa'eed)

### AlgerienAlgerien
- 2018 – Die Kenntnisse und Fertigkeiten der Wassermesser der Foggaras und der Wasservögte von Touat und Tidikelt

### AserbaidschanAserbaidschan

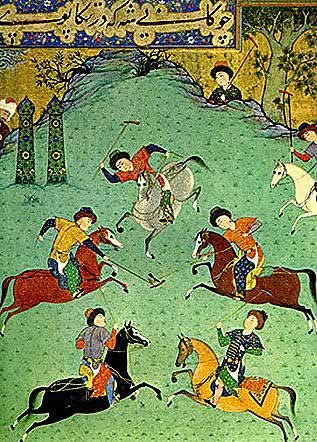
Chovkan

- 2013 – Chovkan, ein traditioneller Reitsport auf Karabakh-Pferden
- 2018 – Yalli (Kochari, Tenzere), traditionelle Gruppentänze in Nachitschewan

## B

### BelarusBelarus
- 2009 – Riten der Kalyady-Zaren (Weihnachts-Zaren)
- 2019 – Frühlingsritual von Juraŭski Karahod im Dorf Pahost

### BotswanaBotswana
- 2012 – Töpferhandwerk im Kgatleng District
- 2017 – Dikopelo-Musik der Landbevölkerung im Kgatleng District
- 2019 – Seperu-Volkstanz mit Gesang und heiligen Ritualen
- 2024 – Das Wosana Ritual und zugehörige Praktiken

### BrasilienBrasilien
- 2011 – Yaokwa, Ritual des Enawenê-Nawê-Volks zum Erhalt der sozialen und kosmischen Ordnung

## C

### ChileChile
- 2022 – Töpferwaren von Quinchamalí und Santa Cruz de Cuca

### China VolksrepublikVolksrepublik China
- 2010 – Meshrep
- 2010 – Wasserdichtes Abschottungssystem der chinesischen Dschunken
- 2010 – Chinesische Holzdruckerei
- 2011 – Tradition der Hezhen-Yimakan-Erzählung

2024 wurden die folgenden Eintragungen aus 2009 in die Repräsentative Liste des immateriellen Kulturerbes der Menschheit überführt:
- Traditionelle Designs und Praktiken zum Bau von hölzernen Bogenbrücken
- Traditionelle Li-Textiltechnik: Spinnen, Färben, Weben und Sticken
- Neujahrsfest Qiang

### INA

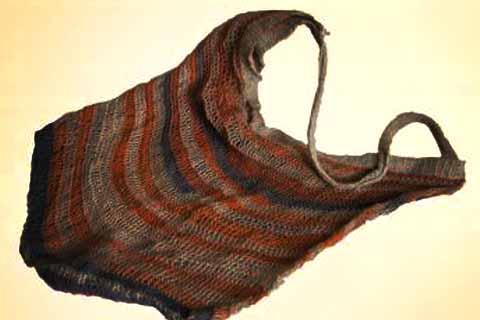
Noken-Tasche

## D

### DschibutiDschibuti
- 2023 – Xeedho

## E

### EstlandEstland
- 2021 – Bau und Gebrauch des verbreiterten Einbaums in der Soomaa-Region

## F

### FrankreichFrankreich
- 2009 – Cantu in Paghjella – Gesangstradition auf Korsika

## G

### GuatemalaGuatemala
- 2013 – Paach-Zeremonie

## I

### IndonesienIndonesien
- 2011 – Saman-Tanz
- 2012 – Noken, in Handarbeit gefertigte Tasche der Papua
- 2024 – Reog Ponorogo Vortragskunst

### IranIran
- 2011 – Traditionelle Fertigkeit zum Bau und Segeln von iranischen Lenj-Booten im Persischen Golf
- 2011 – Naqqāli, Tradition der dramatischen Geschichtserzählung

## K

### KambodschaKambodscha
- 2016 – Chapei Dang Veng, eine in der Volksmusik und zeremoniellen Musik gespielte Langhalslaute
- 2018 – Das Ritual Lkhon Khol Wat Svay Andet im Kloster Svay Wat Andet zur Besänftigung der Schutzgeister (Neak Ta) eines Ortes

### KeniaKenia
- 2009 – Traditionen und Praktiken der Mijikenda in den heiligen Waldgebieten Kaya
- 2014 – Isukuti-Tanz der Isukha- und Idakho-Gemeinschaften in Westkenia
- 2018 – Enkipaata, Eunoto und Olng’esherr, männliche Übergangsriten der Massai-Gesellschaft
- 2019 – Rituale und Praktiken im Zusammenhang mit dem Kit-Mikayi-Schrein

### KirgisistanKirgisistan
- 2012 – Ala-Kiyiz und Shyrdak, traditionelle Filzteppiche

### KolumbienKolumbien

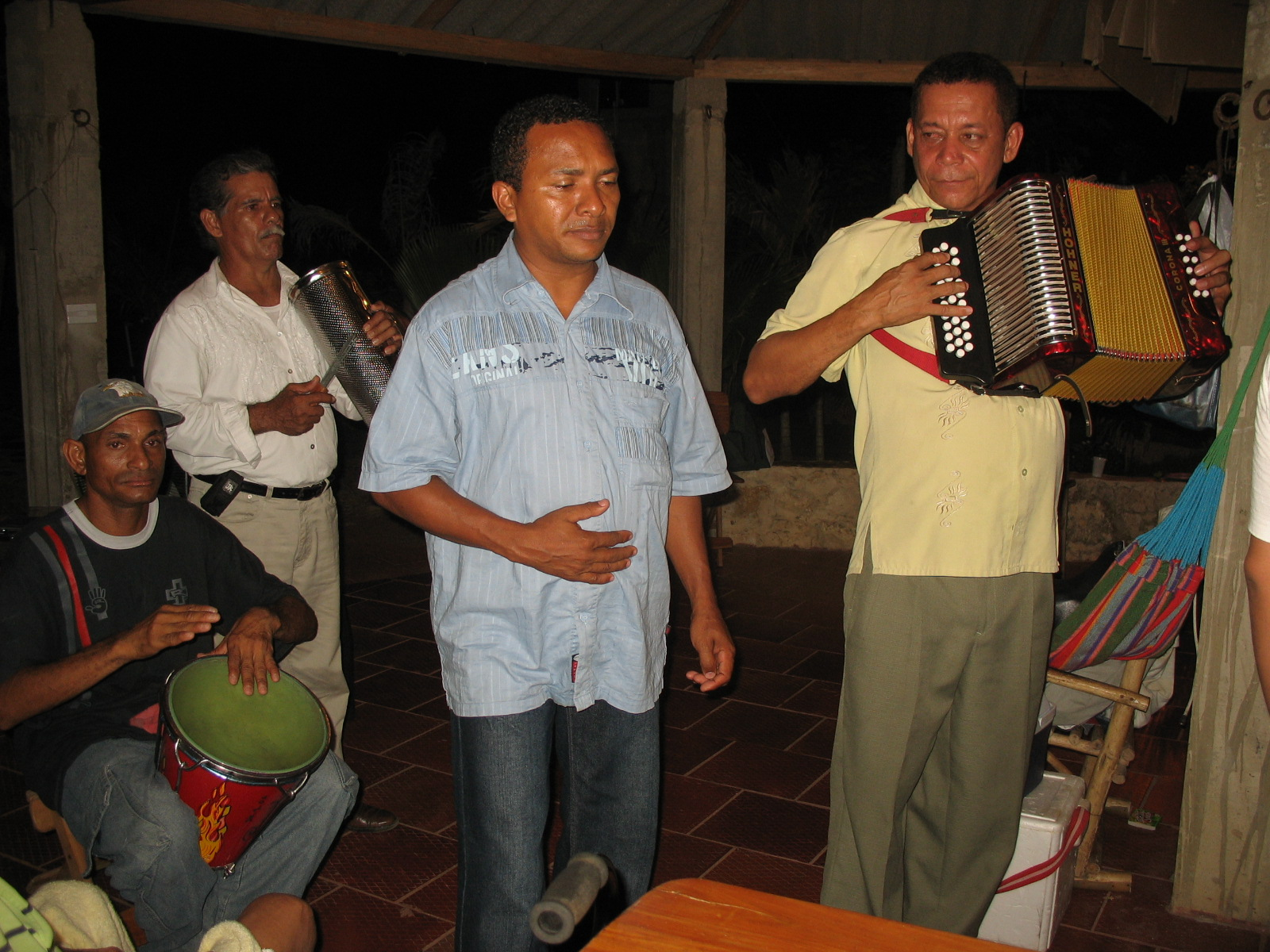
Traditionelles Vallenato-Ensemble

- 2015 –  Traditionelle Vallenato-Musik der Region Magdalena Grande
- 2017 – Die Arbeitslieder der Llaneros aus Kolumbien und Venezuela (gemeinsam mit Venezuela)
- 2020 – Traditionelles Wissen und Techniken im Zusammenhang mit Mopa-Mopa-Lack aus Pasto

### KroatienKroatien
- 2010 – Ojikanje-Gesang

## L

### LettlandLettland
- 2009 – Kulturraum der Suiti

## M

### MalaysiaMalaysia
- 2023 – Mek Mulung

### MaliMali
- 2009 – Sanké mon, kollektiver Angelritus der Sanké
- 2011 – Weisheitsritual des Kôrêdugaw-Geheimbundes
- 2021 – Kulturelle Praktiken und Ausdrucksformen rund um die Stegharfe Bolon

### MarokkoMarokko
- 2017 – Der Taskiwin, ein Kampftanz aus dem Hohen Atlas

### MauretanienMauretanien
- 2011 – T’heydinn-Epos der Mauren

### MauritiusMauritius
- 2019 – Sega tambour Chagos, eine der Arten der Sega-Musik, die ihren Ursprung im Chagos-Archipel hat.

### Mikronesien Foderierte StaatenFöderierte Staaten von Mikronesien
- 2021 – Wegfindung und Kanubau auf den Karolinen

### MongoleiMongolei

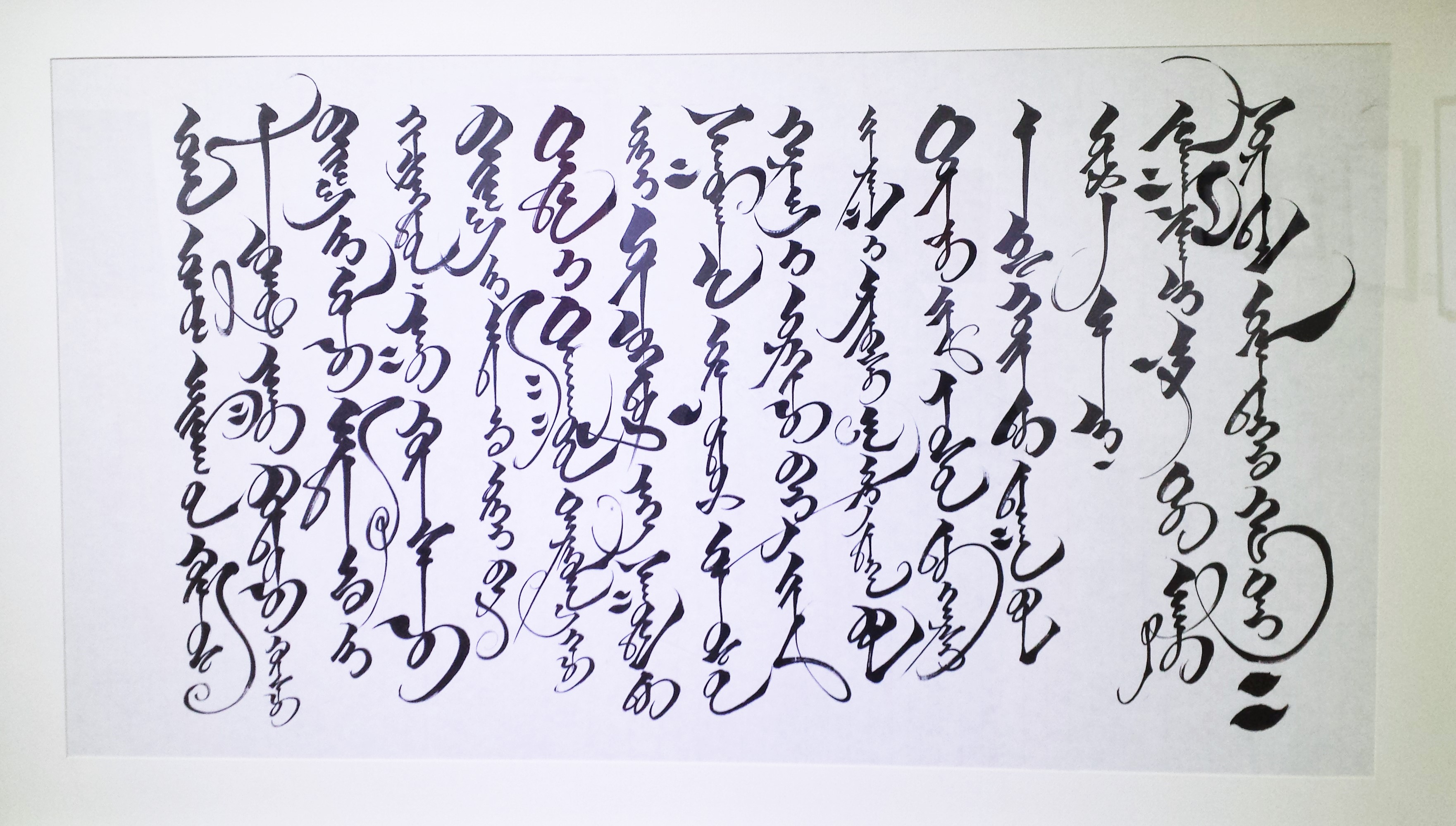
Mongolische Kalligrafie

- 2009 – Traditionelle Musik der Tsuur-Flöte
- 2009 – Mongol Biyelgee, traditioneller mongolischer Volkstanz
- 2009 – Der Mongolische Epos Mongol Tuuli
- 2011 – Limbe: Spiel der Querflöte mit Zirkularatmung zur Begleitung langer Volkslieder
- 2013 – Mongolische Kalligrafie
- 2015 – Das Kamel-Besänftigungritual
- 2017 – Die Verehrung heiliger Stätten der Nomaden in der Mongolei

### MosambikMosambik
- 2023 – Ingoma Ya Mapiko

## N

### NamibiaNamibia
- 2020 – AixanǀGanaǀObǂANS TSI ǁKhasiguKlicklaut, das musikalische Wissen und Können des Nama-Volkes

### NordmazedonienNordmazedonien
- 2015 – Zweistimmiger Männergesang Glasoechko

## P

### ParaguayParaguay
- 2023 – Überlieferte und traditionelle Techniken zur Herstellung des „Poncho Para'i de 60 Listas“ in der Stadt Piribebuy

### PakistanPakistan
- 2018 – Suri Jagek, traditionelle meteorologische und astronomische Praxis der Kalasha auf Basis der Beobachtung von Sonne, Mond und Sternen in Bezug zur lokalen Topographie

### PeruPeru
- 2011 – Eshuva, gesungene Gebete des Huachipaeri-Volks in der Harakmbut-Sprache

### PhilippinenPhilippinen
- 2019 – Buklog, das rituelle Danksagungssystem der Subanen

### PortugalPortugal
- 2015 – Die Arte chocalheira, traditionelle Tierglockenherstellung in mehreren Landesteilen
- 2016 – Verfahren zur Herstellung von Schwarzkeramik in Bisalhães

## S

### SyrienSyrien
- 2018 – Schattenspiel mit handgemachten Puppen, hauptsächlich in Damaskus praktiziert
- 2023 – Traditionelle syrische Glasbläserei

## T

### OsttimorOsttimor
- 2021 – Tais: Ein traditioneller Stoff

### TurkeiTürkei
- 2017 – Kuş Dili: Die Pfeifsprache aus dem bergigen Nordosten der Türkei
- 2022 – Traditionelle Ahlat-Steinbearbeitung
- 2023 – Traditionelles Wissen, Methoden und Praktiken rund um den Olivenanbau

## U

### UgandaUganda
- 2012 – Bigwala, Musik der Kürbistrompete und Tänze des Königreichs der Busoga in Uganda
- 2013 – Empaako-Tradition der Batooro, Banyoro, Batuku, Batagwenda und Banyabindi
- 2014 – Reinigungszeremonie von Jungen im zentralen Norduganda
- 2015 – Koogere-Tradition
- 2016 – Musik und Tanz mit der Schalenleier der Madi

### UkraineUkraine
- 2016 – Kosakengesänge der Region Dnepropetrovsk
- 2022 – Kultur der ukrainischen Borschtsch-Zubereitung

## V

### VenezuelaVenezuela
- 2014 – Mündliche Tradition der Mapoyo
- 2017 – Die Arbeitslieder der Llaneros aus Kolumbien und Venezuela (gemeinsam mit Kolumbien)

### Vereinigte Arabische EmirateVereinigte Arabische Emirate
- 2011 – Al Sadu, traditionelle Webkünste
- 2017 – Der traditionelle Poesievortrag al-Azi

### VietnamVietnam
- 2009 – Ca-trù-Gesang
- 2022 – Töpferkunst des Chăm-Volkes